# Geschiedenis van de Cycladische beschaving

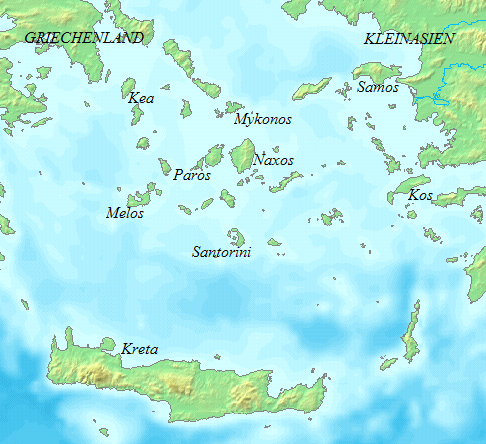
Cycladen

De geschiedenis van de Cycladische beschaving begint rond 3100 v.Chr en wordt onderverdeeld in een Vroeg-, Midden- en Laat-Cycladische periode. De Cycladen  waren daarvoor al, in het Laat-Neolithicum, in het einde van de steentijd, bewoond. De klimatologische en geologische omstandigheden op de Cycladen waren gunstig voor de mensen om zich er te vestigen. De Cycladen zijn een archipel in de Egeïsche Zee.
Er is over sommige perioden minder bekend, omdat er later door een aardbeving, door de vulkaanuitbarsting op Santorini tussen 1650 en 1600 v.Chr. of door een inval van de Minoërs veel is verwoest. De cultuur van de Cycladen werd aan het einde door de cultuur van het oude Griekenland overgenomen.

## Neolithische beschavingen
De eerste beschavingen op de Cycladen ontwikkelden zich daar door het droge klimaat, de schaarse begroeiing en de beperkte landbouwkunde pas laat. De eerste permanente nederzettingen op de Cycladen ontstonden in het laat-neolithicum 5300-4500 v.Chr.
Saliagoscultuur 4300 - 3700 v.Chr.
De Saliagoscultuur ontstond in het laat-neolithicum op Saliagos. Daar, maar ook op de andere eilanden in de buurt, kwamen er verschillende vestigingen, die onder meer als nederzetting, uitkijkpost voor voorbijzwemmende tonijnen, jachtkampen en dergelijke dienden. Saliagos, dat op een landengte tussen Paros en Antiparos lag, kende nederzettingen omringd met een muur, waarbinnen rechthoekige huizen op stenen funderingen stonden. Er werd obsidiaan op het eiland Melos (Milos) gevonden, dat deze periode over de hele Egeïsche Zee werd verspreid. De keramiek is in sieraden en fijnere gebruiksvoorwerpen zwartgekleurd en gepolijst. Kenmerkend zijn de open kommen op hoge voeten. De eerste voorbeelden van marmeren idolen komen uit deze tijd, een voorbeeld van de kunst uit deze periode is een abstract beeldje van een dikke vrouw. De inwoners van de Cycladen hoedden vooral schapen, maar op Saliagos werden ook schelpdieren verzameld.
Kephalacultuur 3300 - 3200 v.Chr.
In de Kephalacultuur, in het laat-neolithicum, werden er nog steeds grotten gebruikt, voornamelijk voor de handel, zoals de Zasgrot op Naxos, maar er kwamen ook rechthoekige huizen met een of meer kamers. Deze cultuur vormde vermoedelijk de voorloper van de Grotta-Peloscultuur.

## Vroeg-Cycladische periode 3100 - 2000 v.Chr.
De Vroeg-Cycladische periode besloeg het begin van de bronstijd en kan aan de hand van de architectuur uit die tijd in drie grote hoofdperiodes worden ingedeeld, namelijk de Vroeg-Cycladisch I, Vroeg-Cycladisch II en Vroeg-Cycladisch III periode, die ieder nog eens verder in aparte culturen worden opgedeeld.
Vroeg-Cycladisch I periode 3100 - 2600 v.Chr.
De Vroeg-Cycladisch I periode kan ingedeeld worden in twee grote periodes: de periode van de Lakkoudes- (VC Ia), Pelos- (VC Ib) en Plastiriscultuur (VC Ic) en die van de Grotta-Kamposcultuur (VC Id of VC IIa). De zuidelijke Cycladen waren in deze periode dichter bevolkt dan de noordelijke.
Lakkoudes-Peloscultuur 3100 - 2600 v.Chr.

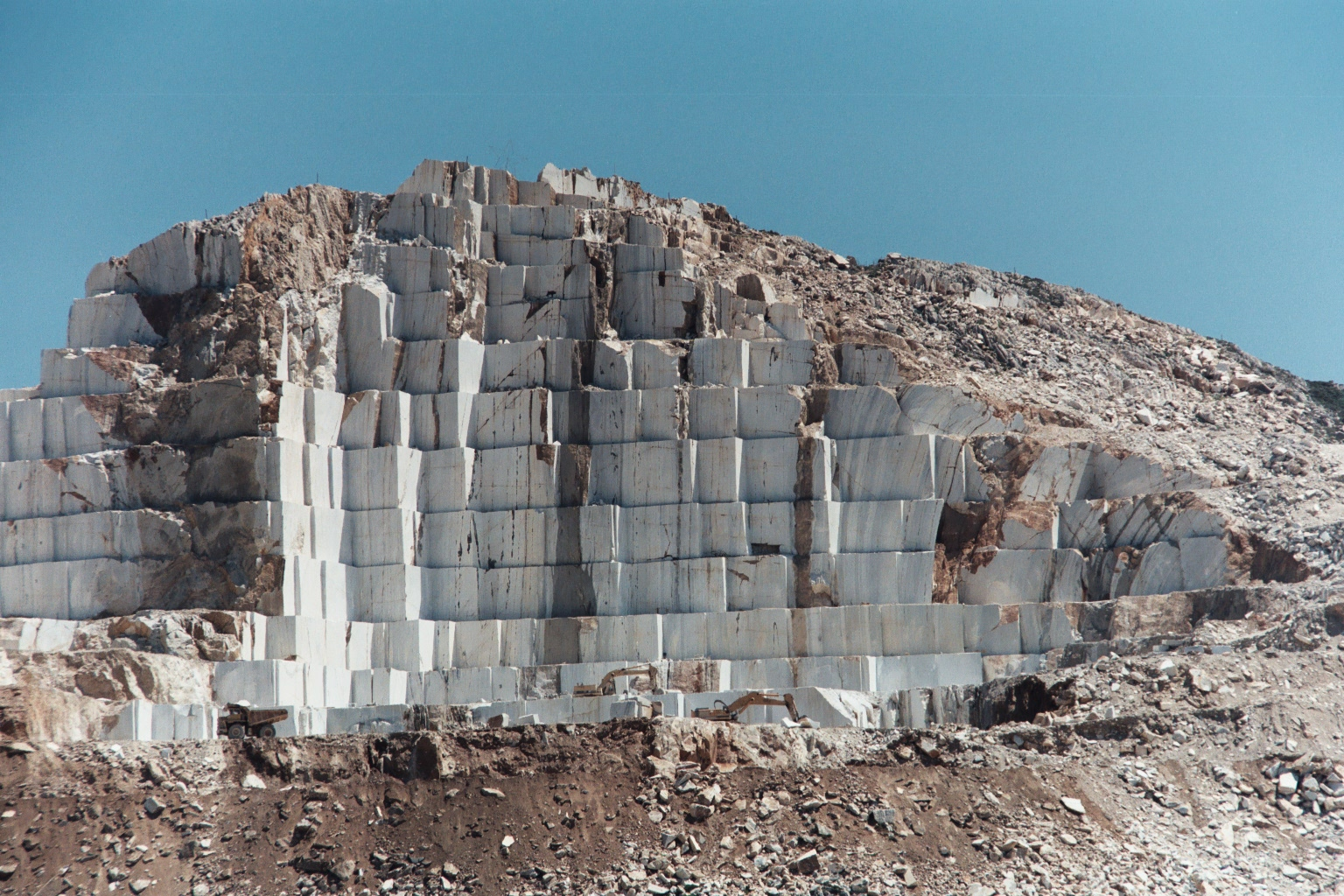
Marmergroeve op Naxos

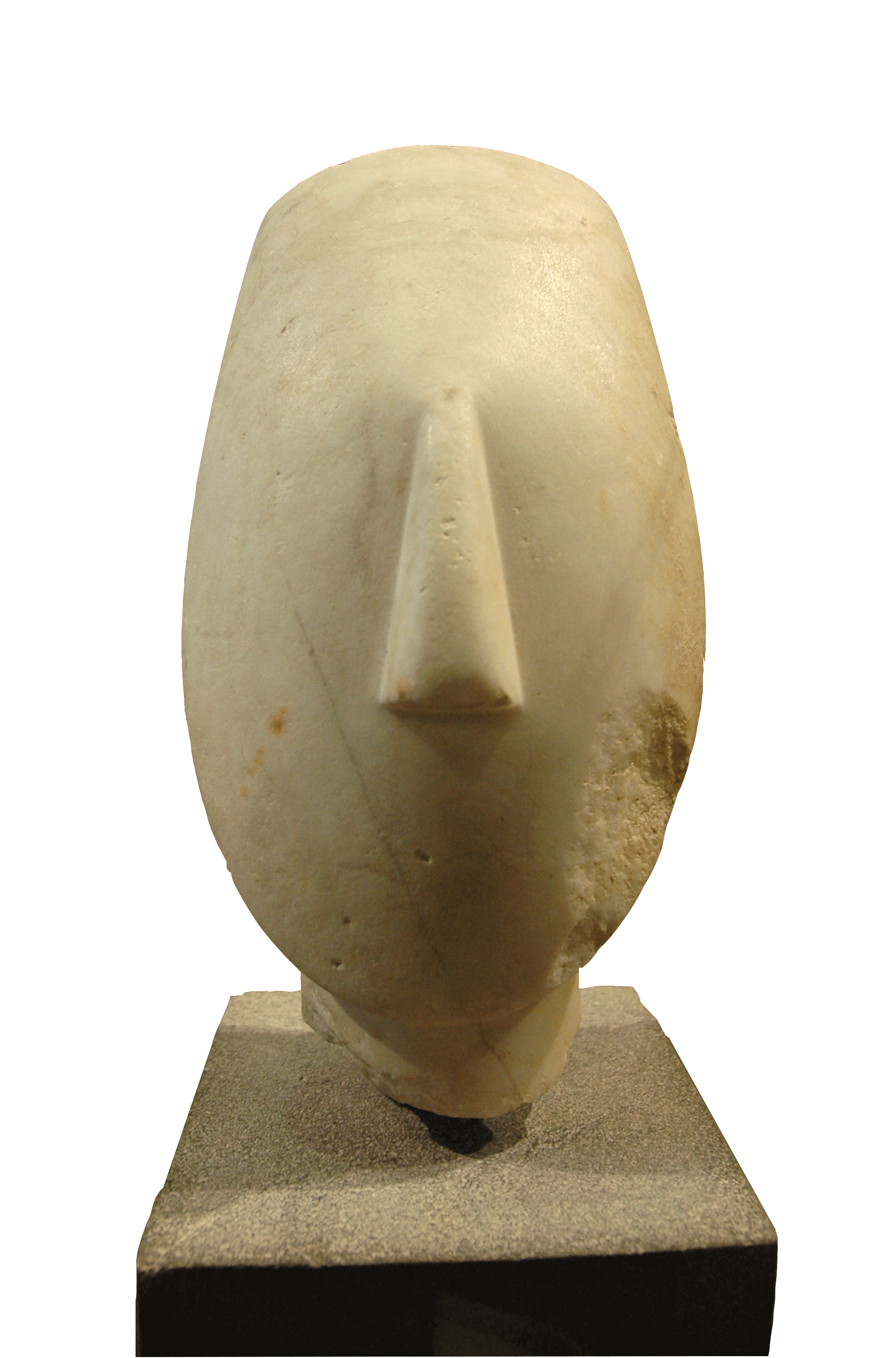
Hoofd van een vrouwenfiguur, Keros-Syroscultuur
Vroeg-Cycladisch II 2700/2600-2300 v.Chr.
Louvre

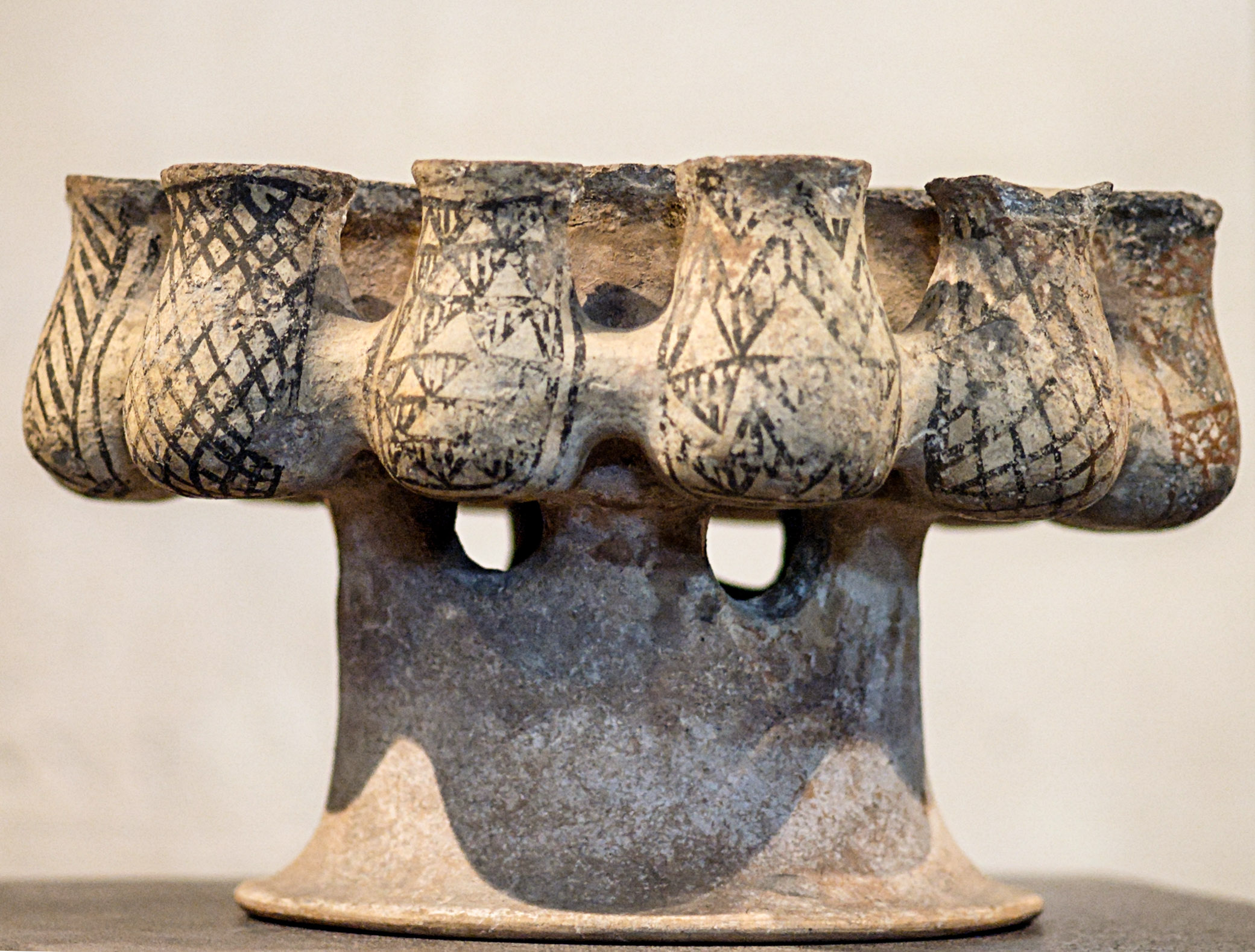
Een terracotta kernos gevonden in een tombe op Melos
Vroeg-Cycladisch III, omstreeks 2000 v.Chr.

Van de Lakkoudes- tot en met de Plastiriscultuur werden er op Melos huizen met een kamer en een plat dak op een rolkeien gebouwd, of een plint van schist, op Keos. Ze waren opgetrokken uit vergankelijk materiaal zoals hout, takken, riet of leem. Dit zou onder de Grotta-Kamposcultuur veranderen. Archeologische vondsten op de heuvel Cynthus op Delos wijzen op een vroege nederzetting uit het 3e millennium v.Chr. Het eiland was toen reeds een religieus centrum. Ook op Naxos verrezen rond 3000 v.Chr. reeds de eerste nederzettingen. De nederzettingen, die er op de Cycladen waren, waren nog maar klein. De doden werden landinwaarts in steenplaatgraven begraven. Als gaven werden halskettingen van kralen uit plaatselijke steensoorten, keramiek en marmeren vaatwerk meegegeven. Het aardewerk werd gekenmerkt door haar donkerkleurige zware kommen met een bovenaan lichtjes naar binnen welvende dikke gerolde rand. Ze waren aan de oppervlakte gepolijst, zodat ze tijdens het bakken niet poreus werden.
Grotta-Kamposcultuur 3100 - 2600 v.Chr.
In de Grotta-Kamposcultuur werden rechthoekige tweekamerhuizen gebouwd uit kleine of middelgrote stenen, die ter nivellering in een kleibed werden geplaatst. De huizen werden op een hogere fundering geplaatst dan in de voorgaande culturen.
Vroeg-Cycladisch II periode 2600 - 2000 v.Chr.
De Vroeg-Cycladisch II periode begon met de bloeiperiode van de Keros-Syroscultuur (VC IIa), die wordt opgevolgd door de Kastricultuur (VC IIb), dewelke een achteruitgang betekende.
Keros-Syroscultuur 2600 - 2300 v.Chr.
De nederzettingen zouden nu versterkt worden, mogelijk tegen vijandige aanvallen van de Minoërs of tegen de bewoners van de Cycladen onderling die zich mogelijk aan piraterij schuldig maakten. De beroemde koekenpannen werden onder deze cultuur gebakken. De huizen werden met verdiepingen uit goed geplaatste schistplaten opgetrokken. De woningen in het versterkte Ayia Irini op Keos, die volgens eenzelfde as waren aangelegd, hadden hierbij stenen deurposten en dorpels. Ook Markiani op Amorgos werd versterkt met een bastion. De huizen van het onversterkt gebleven Sharkos op Ios, die in verschillende huizenblokken verbonden door straten en pleinen waren ingedeeld, hadden tot drie meter hoge bovendiepingen.
Er bestond in deze periode een handelsnetwerk in het oostelijke deel van de Middellandse Zee, waarvan de Cycladen deel uitmaakten. Dat wordt afgeleid uit de vondst in 1925 van een zilveren armband in het graf van koningin Hetepheres, de moeder van farao Cheops. Het zilver is volgens onderzoek vervaardigd uit erts afkomstig van de Cycladen.
Kastricultuur 2300 - 2000 v.Chr.
Er ontstonden tijdelijke nederzettingen in Kastri op Syros, de Kynthosberg op Delos, Panoromos op Naxos en Christiana bij Santorini. Alleen Ayia Irini op Keos werd later nog bewoond. De huizen in de kleine tijdelijke nederzettingen stonden kriskras door elkaar. De nederzettingen werden met onder andere halfronde bastions beschermd.
Vroeg-Cycladisch III periode 2300 - 1800 v.Chr.
De Vroeg-Cycladisch III periode is de periode van de Phylakopi I-cultuur, hoewel de Kastricultuur soms als Vroeg-Cycladisch IIIa wordt gerekend. Het aantal nederzettingen nam af.
Phylakopi I-cultuur 2000 - 1800 v.Chr.
De Phylakopi I-cultuur, genoemd naar de stad Phylakopi op Melos, werd gekenmerkt door kleine rechthoekige huizen die onregelmatig geschikt stonden en het invoeren van in rotsen uitgehouwen grafkamers. Het aantal nederzettingen nam vanaf 2200 v.Chr. ten gevolge van piraterij af, waardoor de andere nederzettingen en zeker Phylakopi groter werden. Er zijn nu nog maar een à twee grote nederzettingen per eiland, een daarvan Ayia Irini. Phylakopi had op haar hoogtepunt zelfs enkele duizenden inwoners.

## Midden-Cycladische periode
De Midden-Cycladische periode is er een van bloei en plotse ommekeer. Ze kan worden opgedeeld in twee grote periodes, namelijk de Midden-Cycladisch I en Midden-Cycladisch II periode.
Midden Cycladisch I periode - Phylakopi II.1- en Ayia Irini IV-cultuur 1800 - 1700 v.Chr.
De architectuur wordt gekenmerkt door goed gebouwde huizen met twee tot vier kamers. Er werden in beperkt mate grote ruwe stenen bij de bouw gebruikt. Er staan in een deel van Phylakopi huizenblokken, die in straten staan, die in de windrichtingen zijn georiënteerd. Veel van die straten bestaan uit trappen. In Ayia Irini staat een primitieve tempel.
Midden-Cycladisch II periode - Phylakopi II.2-cultuur 1700 - 1550 v.Chr.
De Phylakopi II.2-cultuur zette door, maar er waren in Melos niet genoeg grondstoffen en plaats voorhanden om de cultuur tot volle bloei te zien komen. Phylakopi werd rond 1500 v.Chr. volledig verwoest, door een aardbeving of door een Minoïsche inval, maar Ayia Irini werd voor een groot deel herbouwd. Er werd daar een volledig nieuwe versterking uit goed bewerkte grote natuurstenen rond de nederzetting opgetrokken. De Phylakopicultuur ging over in een sterk Minoïsch getinte cultuur.

## Laat-Cycladische periode 1550 - 1100 v.Chr.

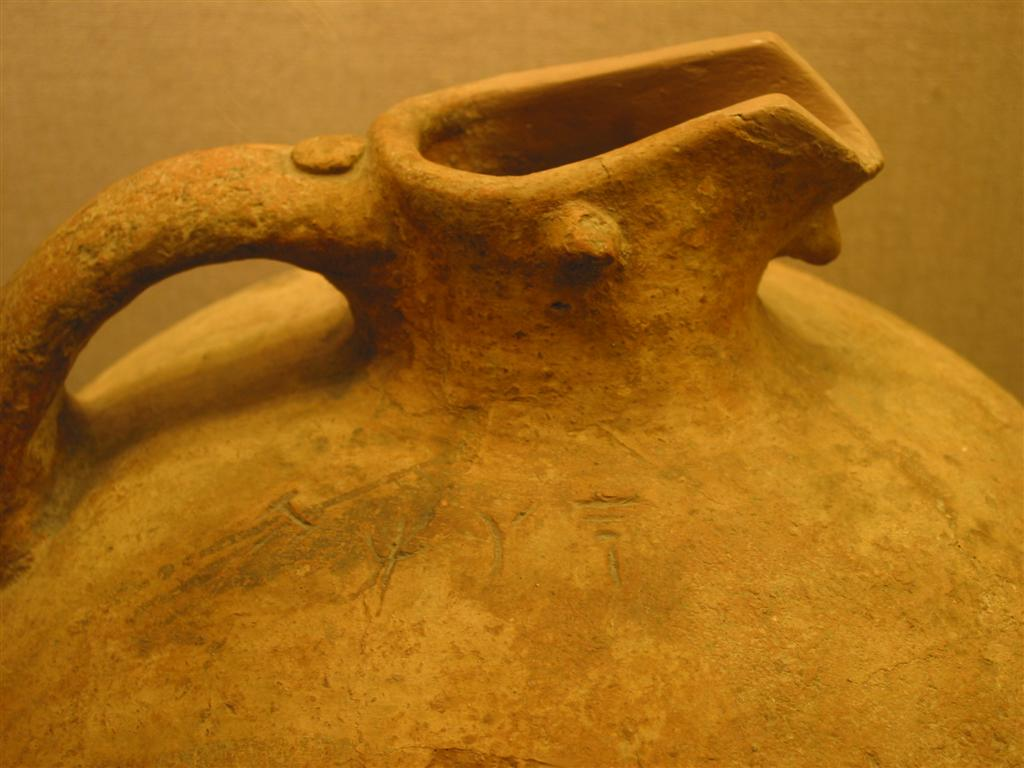
Vaas met Lineair A-opschrift gevonden in Akrotiri op Santorini

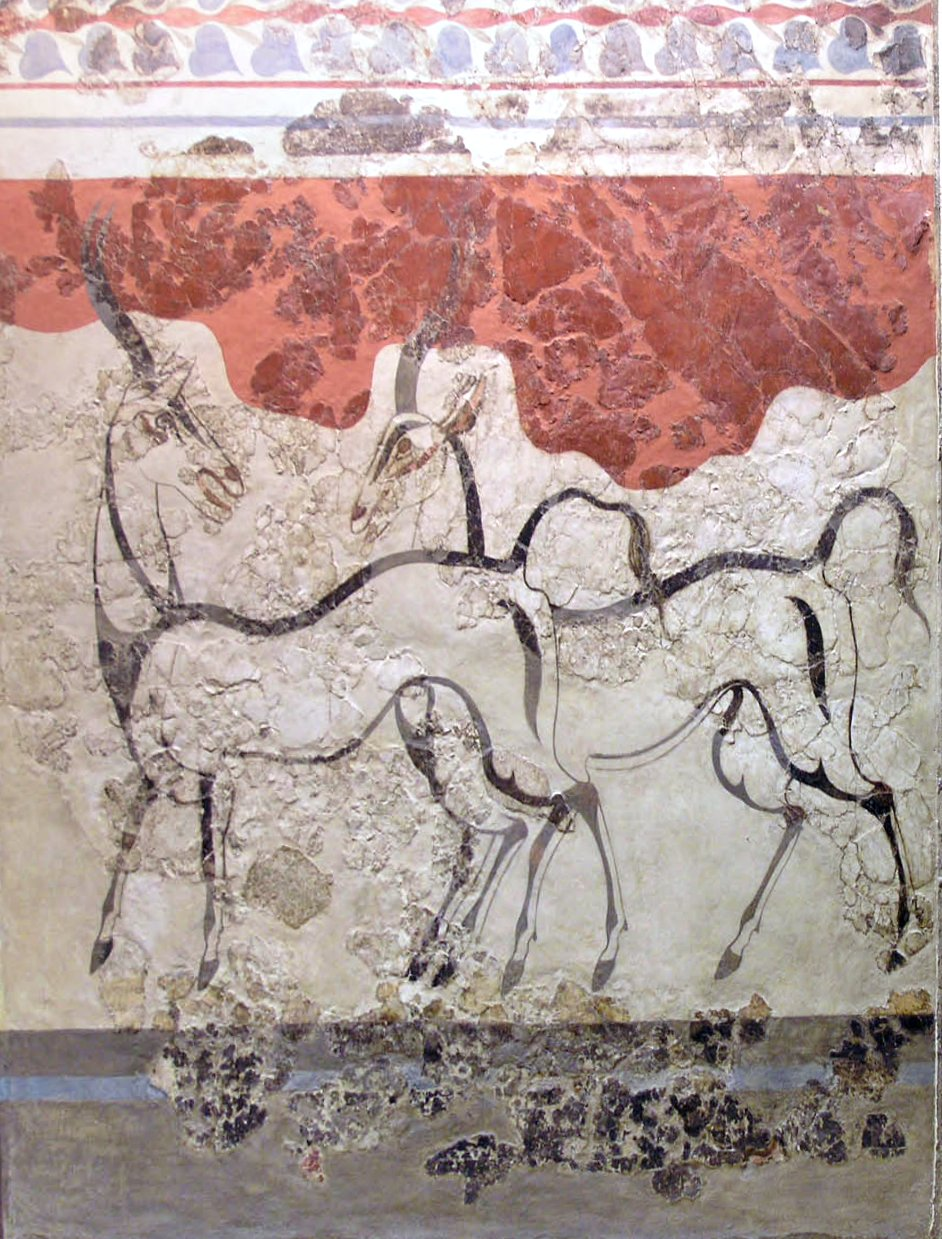
Laat-Cycladisch fresco van antilopen uit Akrotiri

De Cycladische cultuur werd in deze periode door de Minoïsche beschaving beïnvloed. Er zijn dan ook sporen gevonden die aantonen dat de Minoërs rond deze tijd de Cycladen hebben veroverd en gekoloniseerd. Een grote vulkaanuitbarsting in 1628 v.Chr. vernietigde een groot deel van Santorini, de bakermat van de Cycladische cultuur. Men kan deze periode opdelen in drieën opdelen: de Laat-Cycladisch I, de Laat-Cycladisch II en de Laat-Cycladisch III periode.
Laat-Cycladisch I periode 1550 - 1500 v.Chr.
De architectuur in de Laat-Cycladisch I periode werd voor de gewone huizen door onregelmatige, getande muren gekenmerkt en door veel vakwerk met kleinere stenen in leem of natuurstenen voor de belangrijkere gebouwen en grotere huizen. Huizen werden in Phylakopi in de vorm van blokken met het groot huis in het midden ervan tegen elkaar aangebouwd, maar in Akrotiri stonden de huizen veel minder regelmatig van elkaar, waren de huizenblokken minder regelmatig en waren er zelfs geïsoleerd staande grotere woningen. Men bouwde toen zelfs huizen met twee verdiepingen of meer en een kelder. De begane grond diende als magazijn en atelier, de verdiepingen daarboven als woning. Deze huizen hadden voor de verlichting open ramen, ook tussen twee kamers in. Er werden op de muren fresco's aangebracht, in verschillende maten, met onder meer krijgsscènes. Er werd in Ayia Irini een langwerpige tempel met banken tegen de wanden gebouwd, die een paar keer werd aangepast. Er bevond zich in een bepaald huis in Ayia Irini, in 'Huis A', wat men vermoedt een huisschrijn te zijn. Alle huizen op de Cycladische eilanden hadden hun eigen heilige plaats.
Laat-Cycladisch II periode 1500 - 1450 v.Chr.
Er is over de Laat-Cycladisch II periode veel minder bekend, omdat Ayia Irini daarna, rond 1400 v.Chr., door een aardbeving werd verwoest en Phylakopi deels door vuur, of door de Minoërs werd verwoest.
Laat-Cycladisch III periode 1450 - 1100 v.Chr.
De architectuur heeft in de Laat-Cycladisch III periode veel kenmerken van de Myceense architectuur overgenomen. Er stonden paleizen met een megaron op Phylakopi en op Delos en er kwam nog een aantal nieuwe nederzettingen op de Cycladen bij. De Cycladen deelden daarna in het lot van de Myceense wereld en werden ook rond 1200 v.Chr. verwoest. De architectuur van het oude Griekenland zou daarna op de Cycladen overheersen.
Cycladen · Geschiedenis · Cycladische maatschappij · Cycladische kunst · Cycladische muziek · Cycladische architectuur